# Cabera flavescens
Cabera flavescens är en fjärilsart som beskrevs av Barend J. Lempke 1939. Cabera flavescens ingår i släktet Cabera och familjen mätare. Inga underarter finns listade i Catalogue of Life.